# アメリカ合衆国大統領府
アメリカ合衆国大統領府（アメリカがっしゅうこくだいとうりょうふ、英: Executive Office of the President of the United States、EOP）は、アメリカ合衆国大統領直属のスタッフから構成される組織（行政府）である。長は、アメリカ合衆国大統領首席補佐官。

## 歴史
現在のホワイトハウスのスタッフの基礎は、1939年に確立された。フランクリン・ルーズベルト大統領は、議会で再組織法（Reorganization Act of 1939）の承認を取り付け、大統領に直接報告を行う大統領行政府（EOP）を創設した。EOP は創設の際に、
- ホワイトハウス事務局（White House Office）
- 予算局（Bureau of the Budget） - 今日の行政管理予算局の前身

の二つの部署をその傘下に置いた。当初 EOP は、スタッフの人員増加が極めて控えめであるなど、実際的な組織というより、紙上の組織として設立された。しかしそれは、ルーズベルト以降の政権の中で、より高度で権限の強い組織へと変貌していった。
1939年から現代までの間に、大統領令や連邦法によって新しい部署が傘下に設けられ、EOP は劇的に変化した。特に重要なものは、
- 大統領経済諮問委員会（1946年）
- アメリカ国家安全保障会議（1947年）
- アメリカ合衆国通商代表部（1963年）
- 環境諮問委員会（Council on Environmental Quality - 1970年）
- 科学技術政策局（Office of Science and Technology Policy, OSTP - 1976年）
- 総務局（Office of Administration - 1977年）
- 麻薬統制政策局（Office of National Drug Control Policy - 1989年）

などである。ジョージ・W・ブッシュ大統領の政権下では、EOP 傘下にいくつかの追加的部署が設置された。
EOP の規模・予算について正確な数字を得ることは、多くのスタッフが他の連邦機関にも務めており、しばしば費用の請求も他の部門に行われるため、難しい。

## 体制
EOP のスタッフの肩書は、それぞれ
- 大統領補佐官 - 最上級スタッフ
- 大統領副補佐官 - 第2レベルのスタッフ
- 大統領特別補佐官 - 第3レベルのスタッフ

を付与されている。
EOP のスタッフのうち、合衆国上院の承認を必要とする者は、行政管理予算局長やアメリカ合衆国通商代表などの一部の例外を除いて、ほとんどいない。EOP のスタッフは、大統領首席補佐官の指揮下にある。

## 副大統領府
副大統領府には、アメリカ合衆国副大統領を補佐する全職員が含まれ、副大統領首席補佐官の指揮下にある。事務局自体はアイゼンハワー行政府ビルに置かれ、他にホワイトハウスウエストウイング、アメリカ合衆国議会議事堂、副大統領公邸にも事務所が置かれている。また副大統領府は、副大統領の配偶者であるセカンドレディ・セカンドジェントルマンに対する人的支援や補佐を実施する。